# Oulipo
OuLiPo (acrónimo de «Ouvroir de littérature potentielle», en castellano «Taller de literatura potencial») es un grupo de experimentación literaria creado en 1960 y formado principalmente por escritores y matemáticos de habla francesa, que buscan crear obras utilizando técnicas de escritura limitada (Littérature à contraintes).

## Historia
El grupo fue fundado en París en noviembre de 1960 por el escritor Raymond Queneau y el matemático François Le Lionnais, unos meses después de un Coloquio en Cerisy dedicado a Queneau.
El grupo fue creado a partir del Seminario de Literatura Experimental (Sélitex), en torno al cual se había reunido un grupo de creadores no convencionales.

## El movimiento
El movimiento enraíza formalmente, por su constitución como club selecto, secreto y no convencional, con el Colegio de Patafísica (al que pasó luego a pertenecer) o el Club de los Savanturiers (fundado por el propio Queneau y Boris Vian), y renuncian desde el principio a afiliarse o erigirse como vanguardia alguna; no obstante, el método de búsqueda de nuevas estructuras formales continúa la senda que recorrió el surrealismo (movimiento en el que Queneau había iniciado su andadura artística y del que se alejó por desavenencias con André Breton) y el dadaísmo.
Pero si el surrealismo abandona la razón y acude al inconsciente en la búsqueda de un proceso de creación sin restricciones, el paradigma oulipiano traza la ruta en sentido contrario, aplicándose consciente y razonadamente restricciones que le permitan nuevas formas de creación, lo que le alejará de Dadá y su culto al azar. El resumen en su divisa fundacional: “Llamamos literatura potencial a la búsqueda de formas y de estructuras nuevas que podrán ser utilizadas por los escritores como mejor les parezca”. 
El proceso unirá dos disciplinas, intuitiva y académicamente distintas, pero adoradas por igual por los seguidores del oulipo: las matemáticas y la literatura. Así, conceptos como restricción (semántica, fonética, combinatoria, algoritmo, fractal)..., se importarán de las matemáticas para aplicarse sobre el material propio de la literatura: las palabras. Y en este proceso irán encontrando las posibilidades de la lengua, las potencialidades de la literatura.
El Oulipo no establece una normativa artística, solo ofrece un procedimiento de creación. Lo empleó Queneau antes de la fundación del taller ("Ejercicios de estilo" de 1947, en que se presentan hasta 99 formas distintas de contar un mismo y trivial episodio ocurrido en un autobús) como después (Cent mille miliards de poèmes, "Cien billones de poemas", consistente en diez sonetos, en los que en todos se mantiene la misma rima, así que cada verso puede ser sustituido por el verso correspondiente de otro soneto. Por ejemplo: el verso 1 del soneto 1 puede ser sustituido por el verso 1 de cualquiera de los sonetos 2 al 10. El número total de sonetos que existen potencialmente es de 10¹⁴, que son los cien billones que dan lugar al título; se tardarían, sin detenerse a comer ni a dormir, varios millones de años en leerlos); pero otros autores también se fijaron reglas como incentivo para la creación, tanto antes (plagio por anticipación) como fue Jean Pierre Brisset y su poema de restricción fonética recogido en la Antología del humor negro de André Breton (versos homófonos: «Les dents, la bouche / Les dents la bouchent / L'aidant la bouche / L'aide en la bouche / Laides en la bouche / Laid en la bouche / Lait dans la bouche / Les dents-là bouche») como después (Georges Perec y La Disparition (1969) en la que una vocal desaparece para volver en Les Revenentes, o la hipertextual La vida instrucciones de uso (1978)).

## La escritura limitada
Las contraintes, en castellano usualmente traducidas como «constricciones», definen un método formal de escritura, que permite obtener textos basados más en la forma que en el contenido. Una constricción puede ser un elemento lingüístico (letra, palabra, fonema) o bien un constructo matemático como una ecuación o un algoritmo. Si una constricción se aplica a un texto existente, entonces se produce un «anoulipismo», mientras que si se aplica a un texto nuevo, se habla de un «sintoulipismo».
Las constricciones oulipianas tienen su origen en la teoría de los procedimientos formales literarios, también llamados «jongleries» o bien «manierismos formales», como los denomina el filólogo Ernst Robert Curtius. Desde los inicios de la literatura se han utilizado además los términos «juegos literarios» o «consignas». En este sentido, un ejemplo de constricción muy antigua podría ser el de los alejandrinos.

## Miembros
Los miembros de Oulipo siguen considerándose como tales aún después de su fallecimiento. Los miembros fundadores son:
- Noël Arnaud (1919-2003)
- Jacques Bens (1931-2001)
- Claude Berge (1926-2002)
- Jacques Duchateau (1929-2017)
- Latis (1913-1973)
- François Le Lionnais (1901-1984)
- Jean Lescure (1912-2005)
- Raymond Queneau (1903-1976)
- Jean Queval (1913-1990)
- Albert-Marie Schmidt (1901-1966)

La lista de los demás miembros hasta 2014 es la siguiente (entre paréntesis se indican sus años de ingreso):
- Michèle Audin (2009)
- Valérie Beaudouin (2003)
- Marcel Bénabou (1970)
- Eduardo Berti (2014)
- André Blavier (corresponsal en el extranjero)
- Paul Braffort (1961)
- Italo Calvino (1974)
- François Caradec (1983)
- Bernard Cerquiglini (1995)
- Ross Chambers (1961)
- Stanley Chapman (1961)
- Marcel Duchamp (1962)
- Luc Étienne (1970)
- Frédéric Forte (2005)
- Paul Fournel (1972)
- Anne F. Garréta (2000)
- Michelle Grangaud (1995)
- Jacques Jouet (1983)
- Hervé Le Tellier (1992)
- Éttiene Lécroart (2012)
- Daniel Levin Becker (2009)
- Pablo Martín Sánchez (2014)
- Harry Mathews (1973)
- Michèle Métail (1975)
- Ian Monk (1998)
- Oskar Pastior (1992)
- Georges Perec (1967)
- Pierre Rosenstiehl (1992)
- Jacques Roubaud (1966)
- Olivier Salon (2000)

Tras la muerte del presidente fundador François Le Lionnais, la presidencia del grupo fue asumida por Noël Arnaud hasta su muerte en 2003. Desde el 12 de mayo de 2003, el presidente es Paul Fournel, quien había sido hasta ese año «Secretario provisionalmente definitivo» del grupo. Marcel Bénabou es «Secretario provisionalmente definitivo» desde 1971.